# Augusta Victoria de Hohenzollern-Sigmaringen
Prințesa Augusta Victoria de Hohenzollern (19 august 1890 - 29 august 1966), a fost o prințesă germană. A fost soția regelui Manuel al II-lea al Portugaliei însă după detronarea acestuia. 

## Familie
Augusta Victoria a fost fiica lui Wilhelm, Prinț de Hohenzollern, fost moștenitor prezumptiv la tronul Regatului României și a primei lui soții, Prințesa Maria Teresa de Bourbon-Două Sicilii. Bunicii paterni au fost Leopold, Prinț de Hohenzollern și Infanta Antónia a Portugaliei, una dintre moștenitoarele tronului Portugaliei. Bunicii materni au fost Prințul Louis, Conte de Trani și Mathilde Ludovika, Ducesă de Bavaria. 
Louis a fost fiul cel mare al regelui Ferdinand al II-lea al celor Două Sicilii și al celei de-a doua soții, Arhiducesa Maria Theresa de Austria. Mathilde Ludovika a fost sora împărătesei Elisabeta a Austria ("Sisi").
Fratele mai mic al tatălui ei a fost regele Ferdinand I al României.

## Căsătorii

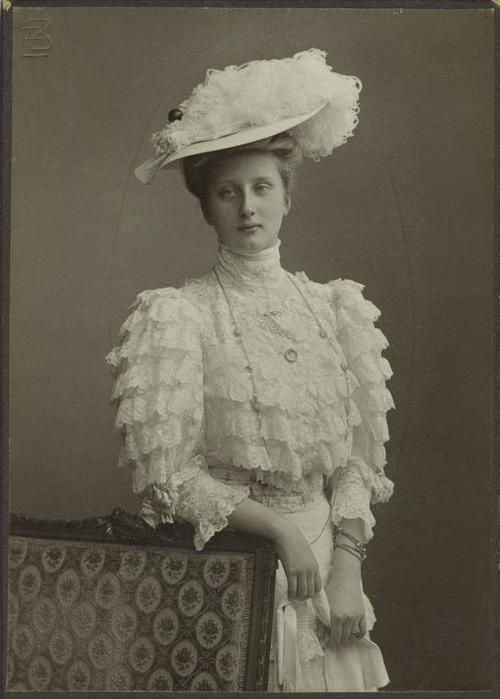
Prințesa Augusta Victoria

La 4 septembrie 1913, Augusta Victoria s-a căsătorit cu Manuel al II-lea al Portugaliei. El a succedat la tronul portughez după asasinarea tatălui său Carlos I al Portugaliei și a fratelui mai mare, Luís Filipe, Duce de Braganza la 1 februarie 1908. A fost detronat de revoluția din 5 octombrie care a dus la crearea Primei Republici Portugheze. Mireasa avea 23 de ani iar mirele 24. Manuel a murit la 2 iulie 1932 la Fulwell Park, Twickenham, Middlesex, Anglia. Nu au rezultat copii din această căsătorie. 
La 23 aprilie 1939, Augusta Victoria s-a recăsătorit cu contele Robert Douglas, 
fiul cel mare al contelui Ludvig Douglas. Mireasa avea aproape 49 de ani iar mirele 59. Nici din a doua căsătorie nu au rezultat copii. Douglas a murit la 26 august 1955.